# 大友義右
大友 義右（おおとも よしすけ）は、室町時代から戦国時代にかけての武将・守護大名。豊後国の大友氏の17代当主。

## 生涯
文明16年（1484年）、父大友政親から家督を譲られ当主となったが、大聖院宗心（13代当主大友親綱の六男）が親豊（義右）と父・政親との離間を図り盛んに暗躍していたこともあり、父と対立するようになる。父との対立後、大内氏による大友家干渉もあり、母方の従弟大内義興の下へ出奔する。
文明19年/長享元年（1487年）には一時的に父と和解し帰国したが、長享3年/延徳元年（1489年）に叔父日田親胤が肥後国で謀反を起こすと、同じく叔父親治の尽力のより鎮圧したが、宗心が親胤の謀反は政親の差し金と讒言し、これを親豊が信じたため対立が再燃する。
明応2年（1493年）、将軍職をめぐる足利義材・義澄 の対立においては大内義興に従ったようで、親豊は進んで義材に臣従することを申し出、義材の一字から材親、ついで義右と改名する。この後、父子の対立は激化してゆく。同3年（1494年）、政親に加担した筑後国詰郡代の田原親宗（田原親述の父）が府内に侵攻するが、義右は親宗を破り敗走させている。
治世が不安定な中、義右は明応5年4月頃から病を得、翌5月死去。大智寺に葬られたと伝えられているが墓は現存しない。病死と思われるが「対立していた父政親に毒殺された」という噂が流れたことが近衛政家の日記に残っている。
家督は父が再度継いだ後に叔父親治が継いだ。

## 偏諱を受けた人物
材親時代(?)
※前述した通り、義右が材親を名乗っていた期間はほんのわずかであるため、義右の父・政親から賜っている可能性が高いが、材親を名乗っていた期間や以下に示す人物の元服の時期が不明であるため、一応掲載した。
- 蒲池親久（かまち ちかひさ） - 蒲池繁久の嫡男、鑑久の祖父。
- 朽網親満（くたみ ちかみつ）
- 黒木親実（くろき ちかざね）

義右時代
- 大野右基（おおの すけもと） - 豊後大神氏の庶流、豊後大野氏の第22代当主。
- 小原右並（おばら すけなみ） - 小原鑑元の父。
- 黒木右実（くろき すけざね）- 筑後十五城の一つ、黒木氏の当主。初名は康実（やすざね）、のち鑑実（あきざね）に改名。父は親実（ちかざね）。子に鑑隆（あきたか、黒木家永の父または同一人物）がいる。
- 本庄右述（ほんじょう すけのぶ）- 年寄衆。父は繁栄、子に親栄がいる。
- 三田井右武（みたい すけたけ）- 右京大輔。明応5年（1496年）に十社大明神に田を寄進し、さらに押方二上神社、柴原神社を再興した活動がみられる。[要出典]